# Tczew (Landgemeinde)
Die Gmina wiejska Tczew ist eine Landgemeinde in der polnischen Woiwodschaft Pommern und im Powiat Tczewski (Landkreis). Sitz der Landgemeinde ist die Stadt Tczew (deutsch Dirschau), die dem Kreis, aber nicht der Gemeinde angehört. Die Gmina hat eine Fläche von 170,6 km² und 15.335 Einwohner (Stand 31. Dezember 2020).

## Geographie

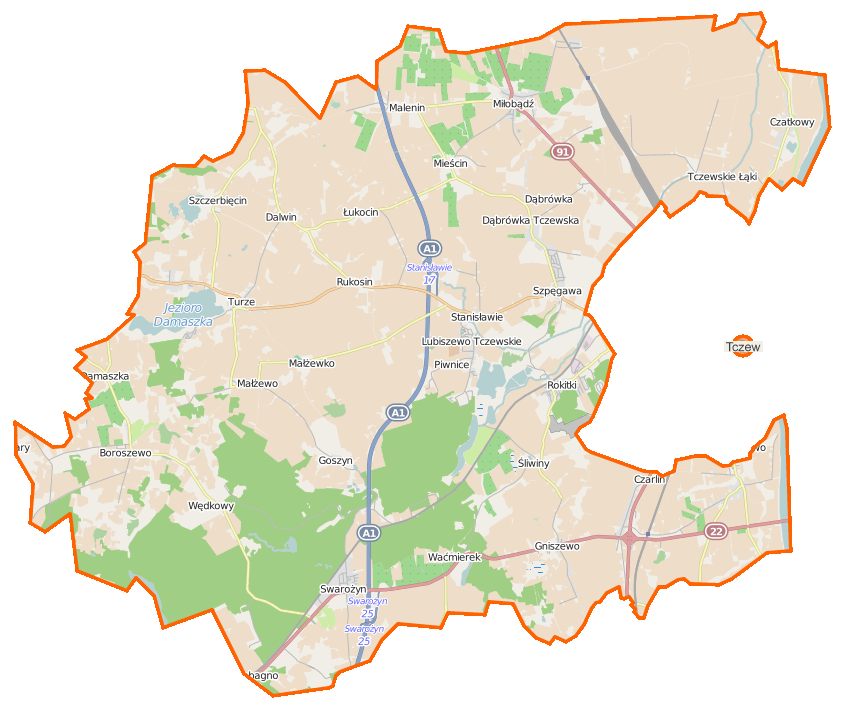
Karte der Landgemeinde Tczew

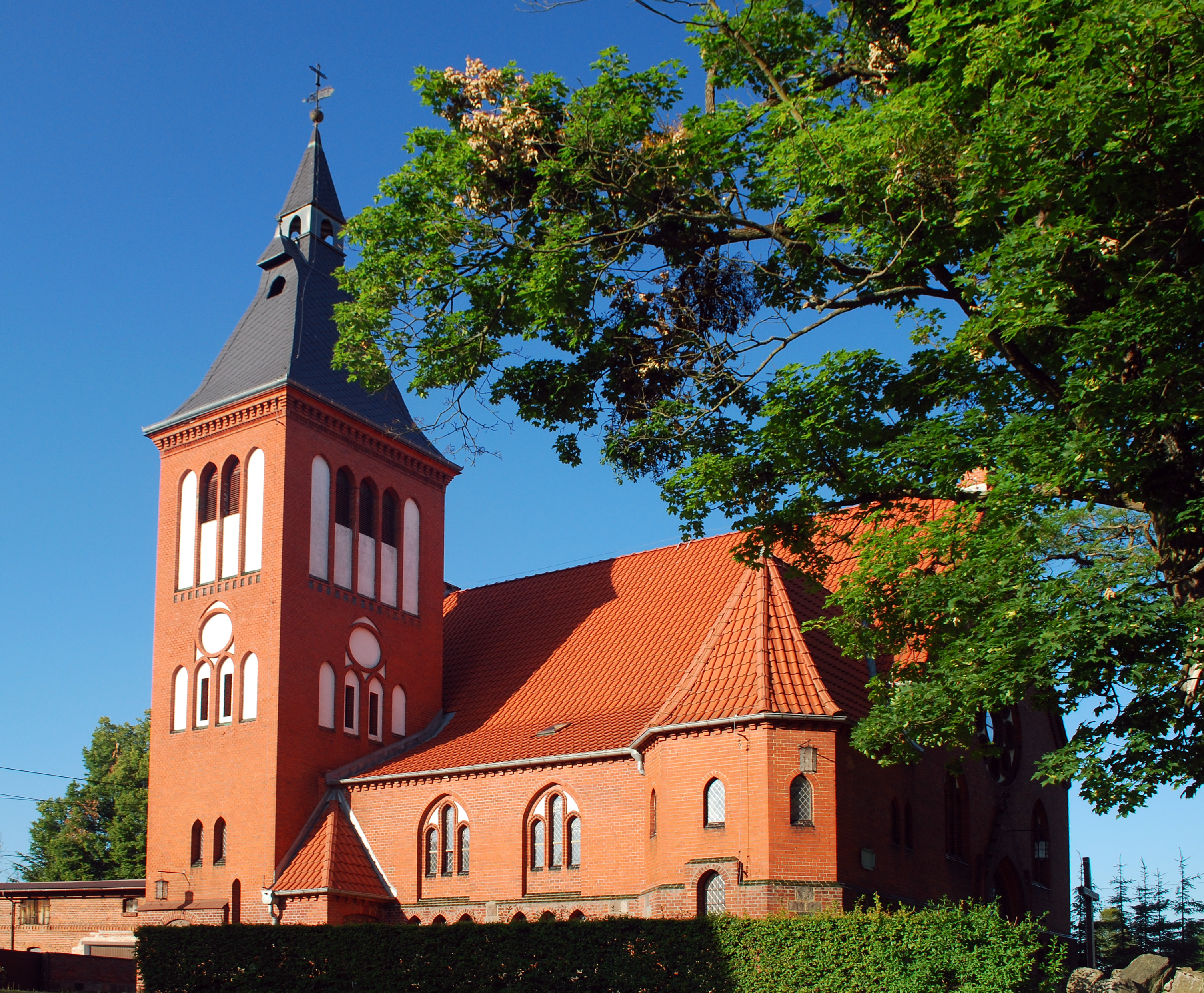
Kirche in Swaroschin

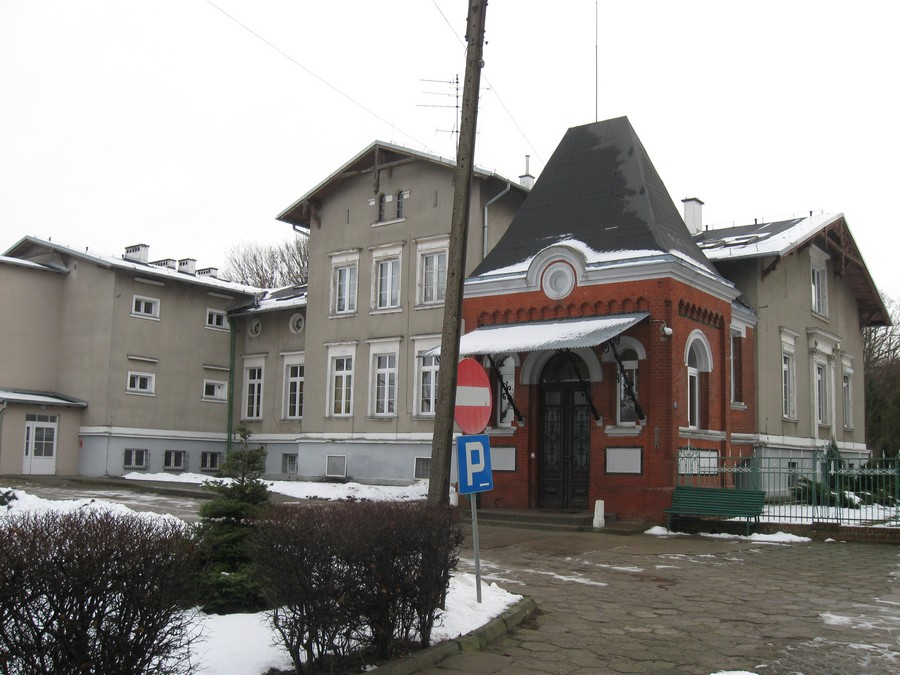
Gutshaus in Stenzlau

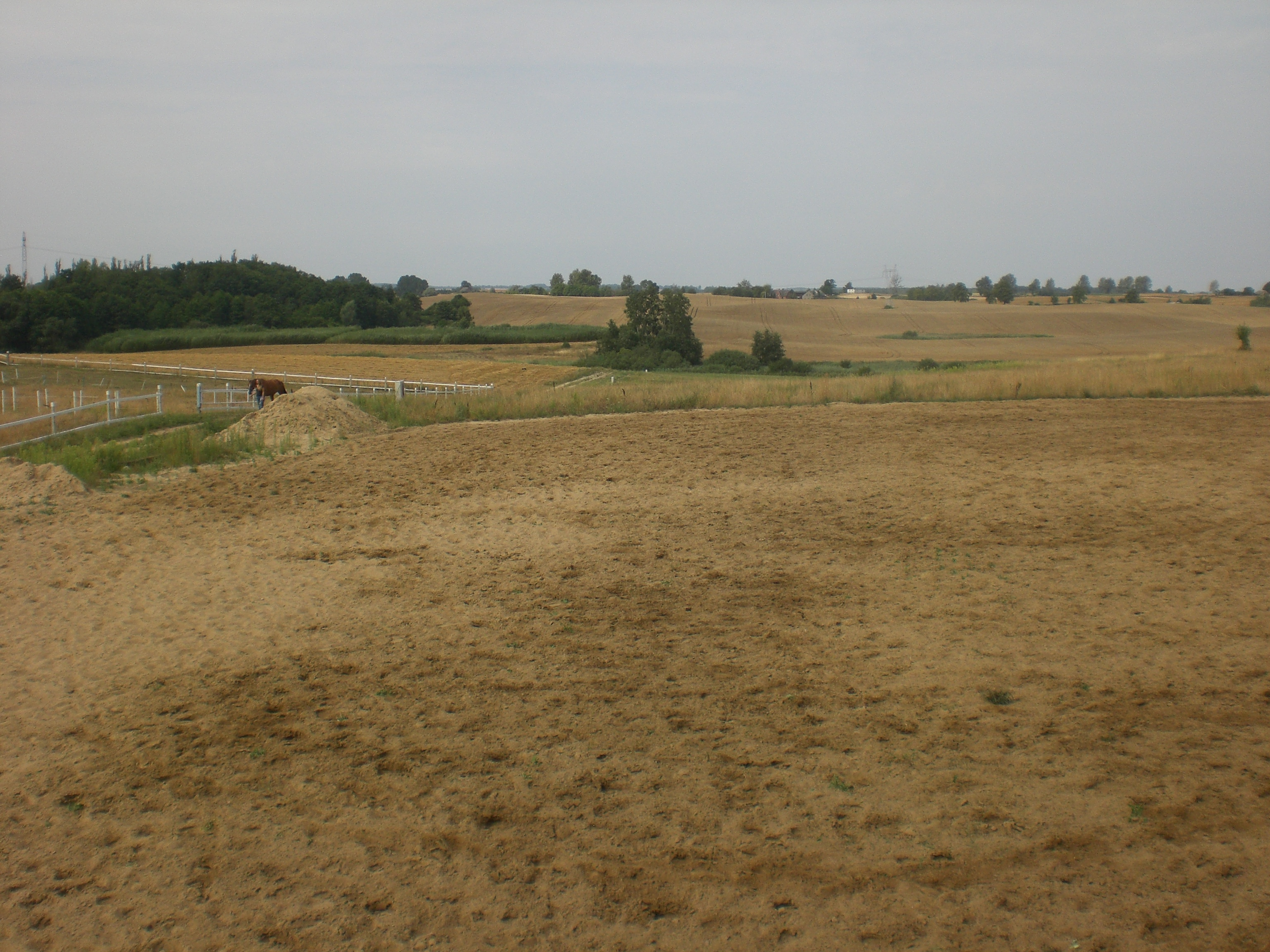
Damaschken, Landschaft und Reitanlage

Die Landgemeinde umschließt die Stadt Tczew im Norden, Westen und Süden. Die Weichsel bildet einen Teil der Ostgrenze. Nachbargemeinden und -orte sind: Lichnowy, Miłoradz, Pszczółki, Skarszewy, Starogard Gdański, Subkowy, Suchy Dąb, Trąbki Wielkie und Tczew.

## Gemeindegliederung
Zur Gemeinde gehören die folgenden Ortschaften die 26 Schulzenämter (sołectwo) bilden:
| Polnischer Name        | Deutscher Name (bis 1920 und 1939–1945)                  |
| ---------------------- | -------------------------------------------------------- |
| Bałdowo                | Baldau                                                   |
| Bojary                 | Bojahren                                                 |
| Boroszewo              | Borroschau (1942–1945 Borschau)                          |
| Czarlin                | Czarlin (1942–1945 Schedlin)                             |
| Czatkowy               | Czattkau (1942–1945 Schattkau)                           |
| Dąbrówka Tczewska      | Damerau                                                  |
| Dalwin                 | Dalwin                                                   |
| Damaszka               | Damaschken                                               |
| Gniszewo               | Gnieschau                                                |
| Goszyn                 | Goschin                                                  |
| Knybawa                | Kniebau (1942–1945 Knieben)                              |
| Koziary                | Koziary (1942–1945 Zickental)                            |
| Lady                   | Wiesenau                                                 |
| Liniewko               | Liniewken (1942–1945 Leinfeld)                           |
| Lubiszewo Tczewskie    | Liebschau                                                |
| Łukocin                | Lukoschin (1942–1945 Lauken)                             |
| Malenin                | Mahlin                                                   |
| Małe Rokitki           |                                                          |
| Małe Turze             | Klein Turse                                              |
| Małżewko               | Klein Malsau                                             |
| Małżewo                | Groß Malsau                                              |
| Mieścin                | Mestin (1942–1945 Mesten)                                |
| Miłobądz               | Mühlbanz                                                 |
| Miłobądz Mały          | Klein Mühlbanz                                           |
| Młynki                 |                                                          |
| Owczarki               | Owscharken (1942–1945 Schäferei)                         |
| Piwnice                | Piwnitz                                                  |
| Polesie                |                                                          |
| Rokitki                | Rokittken (1942–1945 Rokitten)                           |
| Rukosin                | Rukoschin (1942–1945 Hornwalde)                          |
| Śliwiny                | Schliewen                                                |
| Stanisławie            | Stenzlau                                                 |
| Swarożyn               | Swaroschin (1942–1945 Paleskenhof)                       |
| Świetlikowo            | Klein Dalwin (1854–1945 Lichtenstein)                    |
| Szczerbięcin           | Czerbienschin (1906–1919, 1939–1945 Scherpingen)         |
| Szpęgawa               | Spangau                                                  |
| Tczewskie Łąki         | Dirschauerruh                                            |
| Turze                  | Groß Turse                                               |
| Waćmierek              | Klein Watzmirs (1942–1945 Kleinwatzdorf)                 |
| Wędkowy                | Wentkau                                                  |
| Zabagno                | Sabagno                                                  |
| Zajączkowo             | Liebenhoff (1942–1945 Liebenhof)                         |
| Zajączkowo-Dworzec     |                                                          |
| Zajączkowo-Wybudowanie |                                                          |
| Zwierzynek             | Hirsenmühl (1828–1942 Ludwigsthal, 1942–1945 Ludwigstal) |

Ortschaften und Siedlungen ohne Schulzenamt sind: Bojary • Czarlin-Dworzec • Boroszewko • Damaszka • Knybawa • Koziary • Lądy • Liniewko • Małe Rokitki • Małe Turze • Mały Miłobądz • Młynki • Owczarki • Piwnice • Polesie • Stęclówka • Świetlikowo • Waćmierek • Zabagno • Zajączkowo-Dworzec • Zajączkowo-Wybudowanie • Zwierzynek.

## Verkehr
Die Verkehrsverhältnisse sind sehr günstig, die Nord-Süd-Autobahn Polens hat mehrere Abfahrten in der Gemeinde, südlich der Kreisstadt kreuzen sich die Fernstraßen A1 und DK 22 (in Entsprechung der ehemaligen Reichsstraßen R 2 bzw. R 1), über die die nahen Städte Danzig, Malbork (Marienburg), Grudziądz (Graudenz) und Starogard Gdański (Preußisch Stargard) zu erreichen sind.
Als Kreuzungsbahnhof mit den Bahnlinien entlang der Weichsel ist Tczew ein wichtiger Bahnknotenpunkt im Norden Polens, mit direkten Verbindungen auch nach Danzig, Warschau, über Bydgoszcz (Bromberg) nach Posen und nach Piła.